# 盛彥
盛彥（?—?），字翁子。廣陵人。
八歲拜見吳太尉戴昌。母王氏雙眼失明，吃東西時，他一定親自餵食。王氏久病，脾气愈见暴躁，以至于经常打骂婢女。一日盛彦因事外出，婢女将金龜子的幼蟲（蠐螬）泮糖水烧了喂给王氏吃，以泄私愤。盛彦回來知道后，悲恸欲绝，而母亲盲目竟然复明。曾在吳國擔任中書侍郎。入晉，陸雲向刺史周浚推薦盛彥。大中正劉頌又舉彥為小中正。晉武帝太康年間卒。

## 延伸阅读
[在维基数据编辑]
 《晉書·卷088》，出自房玄齡《晉書》